# Beth Ditto
Beth Ditto er en sangerinde fra USA. Beth Ditto er forsanger i indie/rock trioen The Gossip.